# Fuse (canal de televisión)
Fuse es un canal de televisión por suscripción estadounidense, establecido en 1994 y que originalmente estaba dedicado a la música. Después de fusionarse con NuvoTV en 2015, Fuse cambió su enfoque al entretenimiento general y la programación sobre estilo de vida para centrarse en un mercado multicultural de jóvenes adultos.
Hasta febrero de 2015, Fuse estuvo disponible en aproximadamente 71 491 000 hogares (61.4 % con televisión) en Estados Unidos. Con la pérdida de soporte para Xfinity y Verizon Fios a partir del 1 de enero de 2019 y debido a que un número de operadores de cable lo suspendieron desde 2015, actualmente es accesible en alrededor de 38 millones de domicilios.

## Historia

#### 2015–presente
En abril de 2015, Fuse se convirtió en el operador de radiodifusión televisiva exclusivo de la competencia Legends Football League en Estados Unidos. El 31 de julio de 2015, Fuse anunció que haría un relanzamiento con un nuevo logo y marca el 30 de enero del mismo año. Además de agregar series como Transcendent, que documenta las vidas de mujeres transgénero asiáticas en AsiaSF Cabaret & Restaurant en San Francisco, y Revealed, que incluye videos musicales, entrevistas y detrás de escenas de artistas en su trabajo, Fuse reveló una colaboración con el comediante Gabriel Iglesias para nuevos programas acionales y especiales de comedia.
En noviembre de 2017, se anunció una alianza entre Fuse y Complex, a partir de la que el primero transmitiría un bloque de series digitales del segundo bajo el lema Complex x Fuse. El bloque se estrenó el 10 de noviembre de 2017.
En abril de 2019, la empresa matriz de Fuse, Fuse Media, firmó el capítulo 11 de la Ley de Quiebras de los Estados Unidos, citando su pérdida de soporte en los sistemas de Comcast y Verizon, así como por el impago de un préstamo. El 3 de septiembre de 2019, un canal categorizado como Fuse se lanzó en Pluto TV.